# Heteronymphon horikoshii
Heteronymphon horikoshii is een zeespin uit de familie Nymphonidae. De soort behoort tot het geslacht Heteronymphon. Heteronymphon horikoshii werd in 1985 voor het eerst wetenschappelijk beschreven door Nakamura. 